# Aimo Koivunen
Aimo Allan Koivunen (17 tháng 10 năm 1917 - 12 tháng 8 năm 1989) là một người lính Phần Lan trong Thế chiến II và là trường hợp đầu tiên được ghi nhận về một người lính sử dụng quá liều methamphetamine trong khi chiến đấu.

## Dùng thuốc quá liều
Koivunen là một binh sĩ Phần Lan, được giao nhiệm vụ tuần tra trượt tuyết vào ngày 20 tháng 4 năm 1944 cùng với một số binh sĩ Phần Lan khác. Ba ngày sau kể từ khi bắt đầu thực hiện nhiệm vụ, vào ngày 18 tháng 3, nhóm đã bị tấn công và bao vây bởi lực lượng Liên Xô, sau đó đã trốn thoát. Koivunen trở nên mệt mỏi sau khi trượt tuyết một quãng đường dài, nhưng không thể dừng lại. Anh cũng là người duy nhất vận chuyển Pervitin do quân đội cấp, hay còn gọi là methamphetamine, một chất kích thích được sử dụng để giữ tỉnh táo trong khi làm nhiệm vụ. Koivunen gặp khó khăn khi cố lấy ra một viên thuốc duy nhất, vì vậy anh ta đổ hết cả lọ ba mươi viên vào tay và uống hết.
Koivunen có một đợt bùng nổ năng lượng ngắn, nhưng sau đó rơi vào trạng thái mê sảng và bất tỉnh. Koivunen nhớ mình thức dậy vào sáng hôm sau, bị tách khỏi đội tuần tra và không có tiếp tế. Trong những ngày tiếp theo, anh một lần nữa trốn thoát khỏi lực lượng Liên Xô, bị thương bởi một quả mìn và nằm dưới mương nước suốt một tuần để chờ sự giúp đỡ. Sau khi trượt tuyết hơn 400 km (250 dặm), anh đã được tìm thấy và đưa vào một bệnh viện gần đó, nơi nhịp tim của anh được đo ở 200 nhịp mỗi phút, gấp đôi nhịp tim con người trung bình, và cân nặng của anh sụt còn 43 kg (94 pound).  Trong tuần lễ Koivunen bị bỏ rơi, anh chỉ dựa vào những chồi thông và một con chim Siberia mà anh ta bắt được và ăn sống. Cuối cùng anh vẫn sống sót và qua đời một cách thanh thản ở tuổi 71.